# نارنج

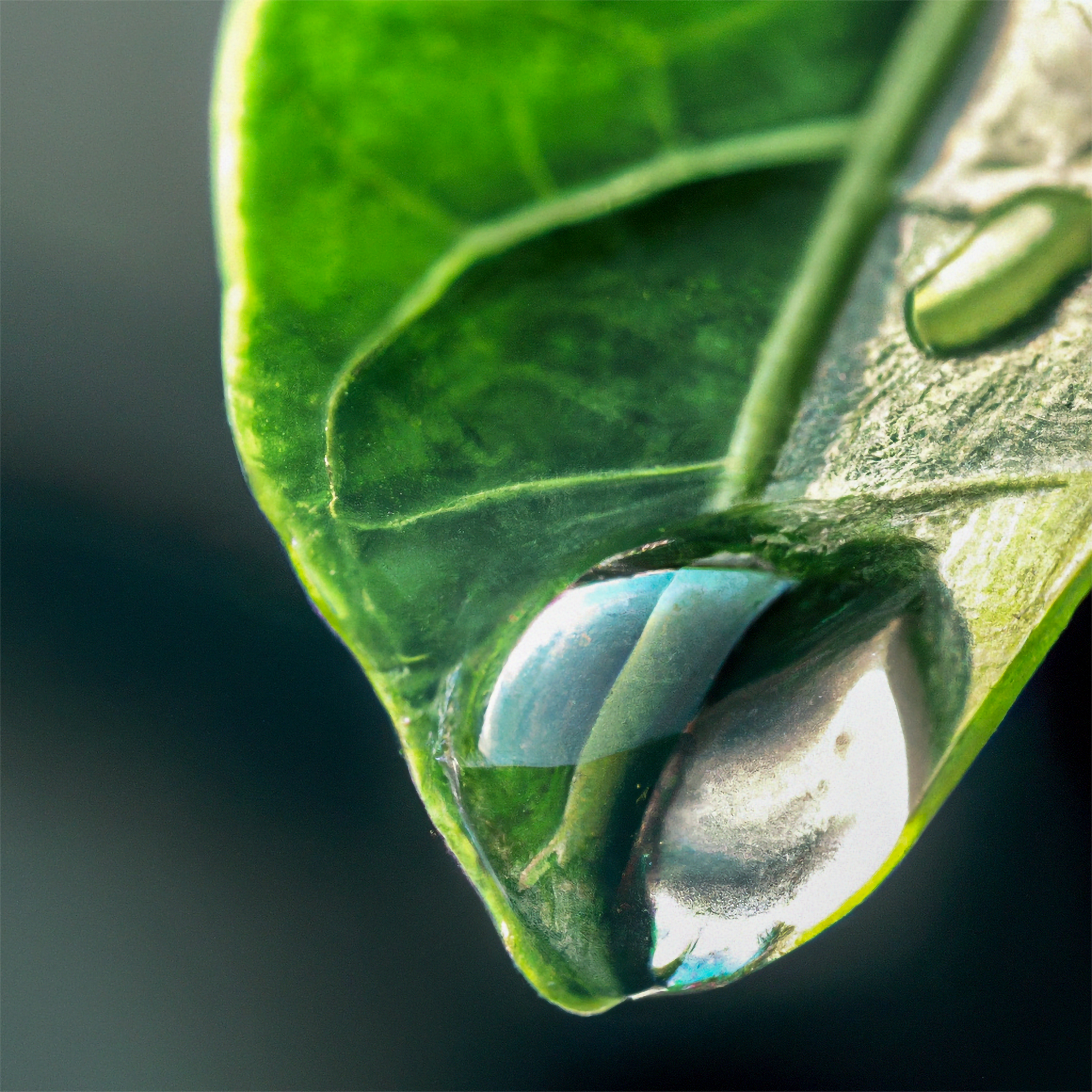
صورة عالية الدقة لقطرة ماء ساقطة على ورقة نارنج.

الليمون، البرتقال، البردقان، الجنة أو ليمون بنزهير أو النارنج (رارنج في العراق) أو النَّفّاش أو كباد أو أبو صُفَير أو ليم (الاسم العلمي: Citrus × aurantium) هو شجرة معمرة دائمة الخضرة تنتمي إلى جنس الحمضيات من الفصيلة السذابية. وهي معروفة في بلاد الشام وفي لبنان بالأخص باسم أبو صفير. يستخلص من زهور عطر القداح.

## الوصف النباتي
شجيرة أو شجرة يصل ارتفاعها إلى عشرة أمتار. أوراقها جلدية غامقة اللون والازهار بيضاء لها رائحة عطرية لطيفة والثمرة كروية كبيرة ذات لون برتقالي محمر وخشنة الملمس وطعمها حامض مثل الليمون.
يعرف النارنج علميا باسم CITRUS AURANTIUM، الأجزاء المستعملة الثمار وقشر الثمار والازهار.

## الموطن الأصلي للنارنج
يقال أن اصله من الصين وانتقل منها إلى البلدان المجاورة للصين ثم إلى العديد من دول القارة الآسيوية. وقد عرف واشتهر في دمشق وقد نقل العرب شجرة النارنج من دمشق إلى إسبانيا وزرع فيها عدة سنين قبل البرتقال. ونقله العرب إلى فرنسا وإيطاليا من الأندلس. وتنتشر زراعة اشجار النارنج في العراق نظرا لقدرته على تحمل الطقس الحار، لذا يكثر استخدام عصير النارنج في الاطباق العراقية كبديل لعصير الليمون.
ويسمى في منطقة الأغوار - الأردنية : (خشخاش)

## أنواع النارنج
هناك عدة أنواع من النارنج، منها النوع العادي، وهو عبارة عن ثمرة كروية الشكل، منبسطة الطرفين، قشرتها سميكة مستقيمة، لونها برتقالي داكن عند اكتمال نضجها، واللب عصيري لونه أصفر داكن شديد الحموضة والثمرة تحتوي على عدد كبير من البذور قد يصل في المتوسط إلى 25 بذرة، وعادة ما ترجع أهمية البذور في استخدامها كأصل لإكثار أصناف الموالح المختلفة، والنوع الآخر هو النارنج حلو المذاق وهو شبيه بالنارنج العادي إلا أن لب ثماره غير حمضي وطعمة طيب ولكن يشوبه شيء من المرارة وعدد البذور حوالي 15. أما النارنج المخرفش نجد أن قشرته تشوبها بعض النتوءات غير المنظمة.